# Fares Boujemai
Fares Boujemai är en tunisisk taekwondoutövare. 

## Karriär
I juni 2021 tog Boujemai guld i 63 kg-klassen vid afrikanska mästerskapen i Dakar efter att ha besegrat egyptiske Ahmed Nassar i finalen. I juli 2022 tog han brons i 63 kg-klassen vid afrikanska mästerskapen i Kigali.
I juni 2023 tävlade Boujemai i 63 kg-klassen vid VM i Baku, där han blev utslagen i 32-delsfinalen av uzbekiske Bekhruzbek Isaev.